# ذبابة الملفوف
ذبابة الملفوف  هي آفة للمحاصيل. تُعرف يرقات بيرقة الملفوف. يبلغ طول الذباب البالغ نحو 1 سم ولونه رمادي ولكنه يشبه ذبابة المنزل الشائعة. تمتح مكنها على النباتات الصليبية أخصها الملفوف فينقف عن يرقات صغيرة دقيقة تلغم أضلاع الأوراق وتعطبها.